# Dan Hennessey
Daniel (Dan) Hennessey (11 september 1942 – 13 november 2024) was een Canadees acteur.
Hennessey deed toneelwerk, regisseerde stemacteurs en is zelf als stemacteur te horen in verscheidene tekenfilmseries, zoals Inspector Gadget, Jayce and the Wheeled Warriors, De Wasbeertjes en C.O.P.S.
Hennessey overleed op 82-jarige leeftijd.